# Княжа-2
«Княжа-2» — український футбольний клуб із села Щасливого Бориспільського району Київської області. Фарм-клуб «Княжої».

## Історія
Завдяки вдалим виступам головної команди зі Щасливого, керівництво клубу вирішило заявити команду «Княжа-2» для участі в другій лізі чемпіонату України в сезоні 2008/09 років. Тому в 2008 році клуб отримав професійний статус та можливість виступати в другій лізі чемпіонату України. Оскільки до цього клуб «Княжа-2» виступав у чемпіонаті Київської оласті, на це рішення клуб пішов, щоб дати можливість готувати гравців для основної команди в набагато сильнішому футбольному змаганні. Клуб грав у другій лізі України 2008/09, але знявся зі змагань після 21-го туру.
В березні 2009 року, завершення зимової паузи та початку 22-го туру чемпіонату, головна та дублюючі команди «Княжої» оголосили про припинення виступів у національних футбольних змаганнях.

## Відомі гравці
- Сергій Воронін
- Олексій Поспєлов
- Ігор Луценко

## Відомі тренери
- Борис Руденко (2008)
- Іван Марущак
- Едуард Павлов